# Fritz Caspari
Fritz Caspari (Baden, 21 de março de 1914 - Londres, 1 de dezembro de 2010) foi um historiador e diplomata alemão. Foi embaixador da Alemanha em Portugal.